# Покровская, Магдалина Петровна
Магдали́на Петро́вна Покро́вская (1901—1980) — советский учёный-бактериолог и эпидемиолог, доктор медицинских наук, заслуженный деятель науки РСФСР (1970). Создатель первой в мире эффективной противочумной вакцины на основе живых бактерий (1934).

## Биография
Будущая женщина-учёный родилась 4 августа 1901 года в Саратовской губернии село Киселёвка Петровского уезда в семье священнослужителя Покровского Петра Петровича (ум. 1926) и учительницы Благовидовой Анны Васильевны (ум. 17.08.1954).
Окончила Саратовский медицинский институт.
М. П. Покровская часто ездила в регионы, где происходили вспышки заболеваний и несколько лет возглавляла передвижную малярийную станцию на Рязано-Уральской железной дороге. Затем около семи лет Покровская заведовала отделением Государственного института микробиологии в Ростове-на-Дону, а с 1934 (по 1952) года принимала участие в процессе создания региональной Ставропольской противочумной станции.
Одна из заслуг М.П. Покровской – выведение ослабленной палочки чумы в лаборатории. После введения инъекций животные были невосприимчивы к последующим заражениям. Это был настоящий прорыв. Однако Покровская на достигнутом не остановилась и стала разрабатывать действенную и безопасную вакцину против чумы для человека. В 1936 году Покровская решила проверить собственное изобретение на себе и не отступила от плана, заболев гриппом. Она позже писала: «Всё это к лучшему...», ведь так она может проверить опасна ли вакцина для болеющего гриппом человека. На третий день симптомы заболевания прошли, температура спала, - иммунитет справился.Таким образом рискованный эксперимент Покровской увенчался успехом, — первая вакцина от чумы была создана. Эта история легла в основу пьесы Петра Жаткина и Германа Вечоры «Сильнее смерти», поставленной в 1939 году Камерным театром с Алисой Коонен в роли Марины Страховой, прототипом которой стала Покровская.
Во время Великой Отечественной войны занималась вопросами военной медицины, написала пособие для врачей «Цитология раневого экссудата как показатель процесса заживления раны» (1942, в соавторстве с М. С. Макаровым), занималась также исследованием возможностей дезинфекции ран с использованием бактериофагов. Также Покровская работала над созданием вакцин от тифа и туляремии.
Занимавшиеся созданием смертоносного бактериологического оружия фашисты надеялись заполучить ставшие всемирно известными работы М. П. Покровской, посвящённые чуме. В 1942 году, чтобы спасти документы и кадры Ставропольской противочумной станции учёная вылетела из Москвы, где находилась в командировке, но самолёт был вынужден приземлиться возле Астрахани. На попутной автомашине Покровская добралась до Дивного, а оттуда поездом доехала до Ворошиловска (Ставрополя). За ночь оборудование и ценные научные материалы, связанные с разработкой противотуляремийной вакцины, были подготовлены к эвакуации, а утром М. П. Покровская и другие научные сотрудники всего за несколько минут до занятия противником железнодорожной станции покинули её. 3 августа 1942 года советские войска оставили Ворошиловск, и группы немецких бактериологов отправились на станцию. Однако планы гитлеровцев забрать документы, схватить Покровскую и принудить её к сотрудничеству провалились. Покровская отправилась сначала в Астрахань, а оттуда в город Фрунзе в Казахстане. Там Покровская с будущим мужем паразитологом И. Г. Иоффе продолжила работу по изучению бактерий и их переносчиков.
В 1943–1944 годах майор медицинской службы Магдалина Покровская находилась в рядах Советской армии и работала в Военно-медицинской академии имени Кирова. Приготовленные ею бактериофаги спасли жизнь тысячам раненых бойцов. Весной 1944 года Покровская вновь вернулась в освобождённый Ставрополь на противочумную станцию. В 1948 году ей было присвоено звание профессора.
С реорганизацией Ставропольской противочумной станции в Научно-исследовательский противочумный институт Кавказа и Закавказья в 1952—1953 годах занимала должность заместителя директора по научной работе. Опубликовала ряд работ по туляремии, в том числе инструкцию по диагностике заболевания у людей и животных (1940, ряд переизданий).
В конце 1950-х годов бактериолог была переведена в Московский НИИ эпидемиологии и микробиологии, где заведовала отделом иммунологии, занималась разработкой и исследованием новых вакцин.
Умерла в Москве, похоронена на Даниловском кладбище в Ставрополе.
Её муж — известный паразитолог И. Г. Иоффе (Иоффа).

## Награды
Награждена орденами Трудового Красного Знамени, Красной Звезды, медалью «За доблестный труд в Великой Отечественной войне».
В 1970 году Магдалине Петровне Покровской присвоено почётное звание Заслуженного деятеля науки РСФСР.

## Память
- Пьеса Петра Жаткина и Германа Вечоры «Сильнее смерти», поставленная в 1939 году Камерным театром с Алисой Коонен в роли Марины Страховой, прототипом которой стала Покровская[8].
- В её честь назвали персонажа доктора биологических наук в игре «Metro 2033 Wars»[12].